# 反共法
反共法（はんきょうほう）は、かつての大韓民国治安立法の一つ。1961年7月3日に制定された。後に国家保安法と統合され、1980年12月31日に廃止された。

## 概要
5・16軍事クーデター後の1961年7月3日に制定された。かねてより「悪法」とされていた国家保安法を修正・緩和することで国民の批判をかわすねらいがあったが、同時に制定された反共法の適用範囲が広いために、かえって摘発される政治犯罪事件は増加した。
1961年12月、62年9月、63年10月、68年3月に一部改正がなされ、1980年12月、全斗煥政権が設立した国家保衛立法会議において、国家保安法に統合される形で廃止された。

## 内容
1961年7月の制定当時は全11条と付則から成り立っていた。共産主義団体への加入や加入勧誘のみならず、共産主義を賛美する行為、便宜提供を図ったもの、反共法違反者に便宜を図ったものに対しても不告知罪を課していた。
- 第1条（目的）
- 第2条（定義）
- 第3条（加入、加入勧誘）
- 第4条（讃揚、鼓舞など）
- 第5条（会合、通信など）
- 第6条（脱出、潜入）
- 第7条（便宜提供）
- 第8条（不告知罪）
- 第9条（法適用の排除）
- 第10条（賞金など）
- 第11条（準用規定）
- 付則

## 違反事件
糞地筆禍事件　
1965年、小説家南廷賢が発表した「糞地」が反共法違反に問われた。
五賊筆禍事件